# Talsperre Quebrada de Ullúm
Die Talsperre Quebrada de Ullúm (spanisch Represa Quebrada de Ullúm bzw. Dique Quebrada de Ullúm) ist eine Talsperre mit Wasserkraftwerk in der Provinz San Juan, Argentinien. Sie staut den Río San Juan zu einem Stausee (spanisch Embalse Quebrada de Ullúm) auf. Die Talsperre Punta Negra befindet sich rund 15 km westlich, die Provinzhauptstadt San Juan ca. 20 km südöstlich der Talsperre Quebrada de Ullúm.
Die Talsperre dient sowohl der Stromerzeugung als auch der Bewässerung. Der Bau der Talsperre wurde im Dezember 1980 abgeschlossen. Sie ist im Besitz von Energia Provincial Sociedad del Estado (EPSE) und wird auch von EPSE betrieben.

## Absperrbauwerk
Das Absperrbauwerk ist ein Schüttdamm mit einer Höhe von 67 m über der Gründungssohle. Die Dammkrone liegt auf einer Höhe von 777 m über dem Meeresspiegel. Die Länge der Dammkrone beträgt 300 m bzw. 350 m. Das Volumen des Absperrbauwerks liegt bei 4 Mio. m³. Der Staudamm verfügt über eine Hochwasserentlastung, über die maximal 2560 m³/s abgeleitet werden können.

## Stausee
Beim maximalen Stauziel von 768 m erstreckt sich der Stausee über eine Fläche von rund 31 km² und fasst 440 Mio. m³ Wasser – davon können 391 Mio. m³ zur Stromerzeugung genutzt werden.

## Kraftwerk
Das Maschinenhaus des Kraftwerks befindet sich am Fuß der Talsperre auf der linken Seite. Die installierte Leistung beträgt 44 MW. Die durchschnittliche Jahreserzeugung wird mit 172 Mio. kWh angegeben. Das Kraftwerk ging 1988 in Betrieb.
Die Kaplan-Turbine leistet maximal 42,3 MW und der Generator 50 MVA. Die Nenndrehzahl der Turbine liegt bei 176,5 min−1. Die Nennspannung des Generators beträgt 13,2 kV. In der Schaltanlage wird die Generatorspannung von 13,2 kV mittels eines Leistungstransformators auf 132 kV hochgespannt.
Die Fallhöhe liegt bei 44 m. Der maximale Durchfluss beträgt 105 m³/s.